# Ewa Sonnet
Ewa Sonnet, vero nome Beata Kornelia Dąbrowska (Rybnik, 8 marzo 1985), è una modella e cantante polacca.
È la modella più nota di Busty.pl, un popolare sito web erotico polacco con contenuti che ritraggono ragazze dai seni molto abbondanti (busty girls).

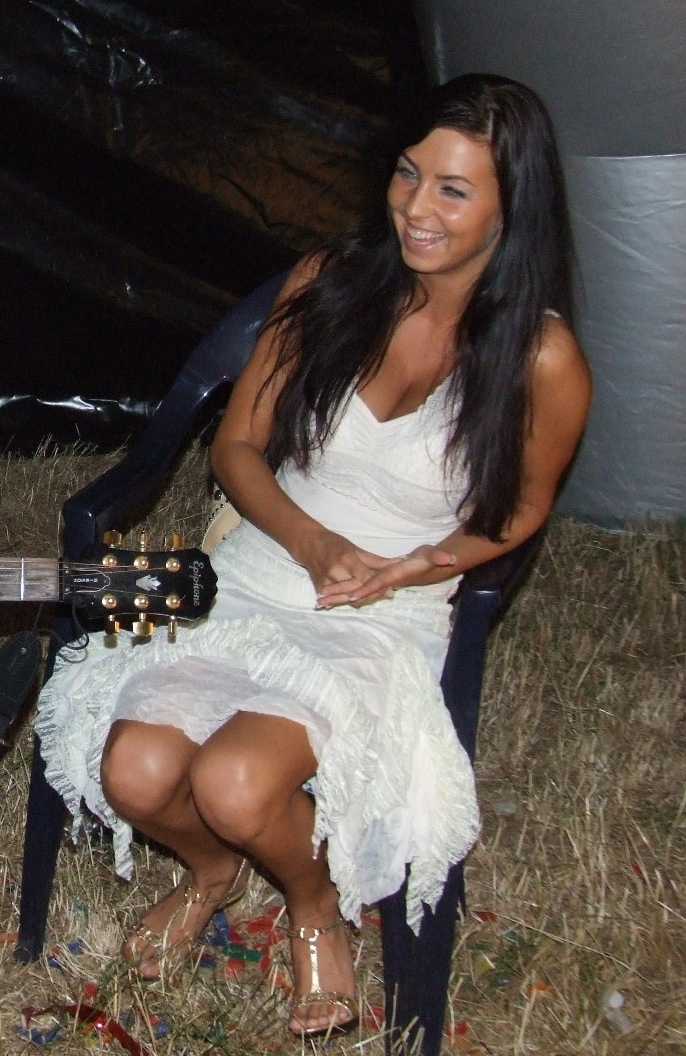

## Carriera
Verso la fine del 2003, Sonnet iniziò a lavorare per Busty.pl posando seminuda (raramente si è esibita in nudi completi) e mettendosi in evidenza per l'abbondante seno naturale (36EE) che accompagnava un bel viso e delle forme comunque aggraziate.  Nel 2005 fece il suo primo servizio fotografico stampato posando in topless per CKM, un mensile per adulti polacco. Nell'intervista rilasciata a CKM, la modella dichiarò che il suo seno era del tutto naturale.
L'11 dicembre 2005, Sonnet fece la sua prima apparizione televisiva sul canale satellitare Polsat nel corso della trasmissione The Kuba Wojewódzki Show allo scopo di promuovere il suo esordio come cantante.
Dopo una tournée di concerti in Polonia, Ewa pubblicò, nell'ottobre del 2006, il suo primo album, Nielegalna ("Illegale"). La sua attività come cantante riscuote un discreto successo e una certa attenzione anche al di fuori della Polonia come testimoniato dall'intervista rilasciata alla stazione radio dell'Università di San Francisco (KUSF) nel marzo dello stesso anno.
Nel novembre 2006, ha posato nuovamente per CKM per promuovere il suo nuovo album. A gennaio 2007 ha annunciato sul suo sito web la prossima uscita di un secondo album.

## Discografia

### Album
- 2006 - Nielegalna
- 2007 - Hypnotiq

### Singoli
- 2005 ...I R'n'B
- 2005 ...I R'n'B (More Booty Mix)
- 2005 Tell Me Why
- 2005 C'est La Vie
- 2006 Niech ta noc nie kończy się (Blackbeat RMX)
- 2006 Nie zatrzymasz mnie
- 2007 Cry Cry